# Lily of the Valley
«Lily of the Valley» (укр. «Конвалія») — пісня британського рок-гурту «Queen». У цій пісні фронтмен гурту Фредді Мерк'юрі грає на фортепіано і виконує всі вокали. Вона була спочатку представлена у третьому альбомі «Queen» «Sheer Heart Attack», що вийшов 1974 року, і є однією з небагатьох балад альбому.
У 1975 році «Lily of the Valley» вийшла як Б-сторона різних синглів у Великій Британії і США. У британському синглі вона випускалася разом з піснею «Now I'm Here», а у американському — з перевиданням пісні «Keep Yourself Alive».

## Про пісню
Текст «Lily of the Valley» має відсилання до пісні з попереднього альбому «Queen II» «Seven Seas of Rhye», в якому «посланець з Семи морів літав до короля Рая, розповісти, що він втратив свій трон».
У інтерв'ю 1999 року Браян Мей розповів британському музичному журналу «Mojo», що «роботи, які писав Фредді сильно замасковані, особливо це стосується текстів пісень… Проте за допомогою легкої прозорливості ви можете зрозуміти, що в них було відображено багато його особистих думок, хоча більша частина справді важливих речей все-таки була недоступною. Композиція „Lily of the Valley“ повністю щиросердна. Пісня про те, як він дивився на свою дівчину і розумів, що його тіло потребувало перебувати десь в іншому місці. Це чудовий витвір мистецтва, проте вона буде останньою піснею, яка коли-небудь стане хітом».
Актор Рамі Малек (який зобразив Мерк'юрі у біографічному фільмі про «Queen» «Богемна рапсодія») розповів у «Пізньому шоу зі Стівеном Кольбером», що «Lily of the Valley» — одна з його улюблених пісень «Queen».

## Кавер-версії
До «Lily of the Valley» вийшла кавер-версія американського гурту «Game Theory» 1980-х років, яку виконав фронтмен Скотт Міллер та яка з'явилася як бонусний трек в перевиданні альбому «Real Nighttime» 1985 року, що вийшов на лейблі «Omnivore» 2015 року, під продюсуванням Мітча Істера.
Гурт «Dream Theater» також випустив кавер-версію до пісні, разом з композиціями «Tenement Funster» і «Flick of the Wrist», яка увійшла до бонус-диску їхнього альбому «Black Clouds & Silver Linings».

## Музиканти
- Фредді Мерк'юрі — головний вокал, бек-вокал, фортепіано
- Браян Мей — електрогітара
- Роджер Тейлор — ударні
- Джон Дікон — бас-гітара